# PSA EB
PSA EB — бензиновый двигатель внутреннего сгорания, выпускаемый подразделением PSA Group с 2012 года под брендом PureTech. Пришёл на смену PSA TU объёмом 1,1—1,4 л.

## Описание
PSA EB является первым трёхцилиндровым двигателем PSA Group. Первое время в семейство входили атмосферные двигатели, а позже появились турбированные c интеркулером.
При проектировании большое внимание уделялось снижению трения движущихся частей с помощью поршней, уплотнительных колец и толкателей с антифрикционной DLC-обработкой. Также были приняты другие решения с точки зрения теплового КПД, такие как, например, новая двухконтурная система охлаждения, которая при охлаждении двигателя позволяет нагреть блок и охлаждает только головку блока цилиндров, а затем распределяет охлаждающую жидкость по всему двигателю после достижения максимальной теплоотдачи рабочей температуры.
Этот двигатель, в отличие от предшественников, оснащён двойным регулируемым распределительным валом. В головку блока цилиндров встроен выпускной коллектор. Коленчатый вал использует шесть противовесов для устранения вибраций, характерных для трёхцилиндровых двигателей.

## EB0
Рабочий объём двигателя EB0 составляет 999 см3, диаметр цилиндра — 71 мм, а ход поршня — 84,1 мм. Степень сжатия двигателя составляет 11,0:1, мощность — 50 кВт (68 л. с.) при 6000 об/мин, а крутящий момент — 95 Н·м при 3000 об/мин. Система подачи топлива инжекторная, в выхлопной системе расположен каталитический конвертер. Экологический стандарт — Евро-5 и Евро-6.

### Устанавливается на
- Peugeot 208
- Citroën C3

## EB2
Рабочий объём двигателя EB2 составляет 1199 см3, диаметр цилиндра — 75 мм, а ход поршня — 90,5 мм. Все двигатели семейства с катализатором.
| Версия   | Степень сжатия | Мощность (л. с.) при об/мин       | Крутящий момент (Н·м) при об/мин | Тип           | Экологический стандарт | Устанавливается на |
| -------- | -------------- | --------------------------------- | -------------------------------- | ------------- | ---------------------- | --- |
| EB2 FB   | 11.0:1         | 50 кВт (68 л. с.) @ 5750 об/мин   | 106 Н·м @ 2750 об/мин            | Атмосферный   | Euro 6                 | Peugeot 208 Citroën C3 |
| EB2 M    | 11.0:1         | 53 кВт (72 л. с.) @ 5500 об/мин   | 110 Н·м @ 3000 об/мин            | Атмосферный   | Euro 5, Euro 6         | Peugeot 301 |
| EB2 F    | 11.0:1         | 55 кВт (75 л. с.) @ 5750 об/мин   | 118 Н·м @ 2750 об/мин            | Атмосферный   | Euro 6                 | Citroën C4 Cactus |
| EB2      | 11.0:1         | 60 кВт (82 л. с.) @ 5750 об/мин   | 118 Н·м @ 2750 об/мин            | Атмосферный   | Euro 5, Euro 6         | Peugeot 208 Peugeot 301 Peugeot 308 Peugeot 2008 Citroën C1 Citroën C3 II Citroën C3 III Citroën DS3 Citroën C3 Aircross Citroën C4 Citroën C-Elysée Opel Crossland X                           |
| EB2 DT   | 10.5:1         | 81 кВт (110 л. с.) @ 5500 об/мин  | 205 Н·м @ 1500 об/мин            | Турбированный | Euro 5, Euro 6         | Peugeot 208 Peugeot 308 Peugeot Partner II Citroën C3 III Citroën DS3 Citroën C3 Aircross Citroën C3 Picasso Citroën C4 II Citroën C4 Cactus Citroën Berlingo II Opel Crossland X               |
| EB2 DTS  | 10.5:1         | 96 кВт (131 л. с.) @ 5000 об/мин  | 230 Н·м @ 1750 об/мин            | Турбированный | Euro 5, Euro 6         | Peugeot 2008 Peugeot 308 Peugeot 3008 Peugeot 5008 Citroën C3 Aircross Citroën DS3 Citroën C4 II Citroën C4 Cactus Citroën C4 Picasso Citroën DS4 Citroën DS5 Opel Crossland X Opel Grandland X |
| EB2 DTSM | 10.5:1         | 100 кВт (136 л. с.) @ 5000 об/мин | 240 Н·м @ 1750 об/мин            | Турбированный | Euro 6                 | Citroën C3 XR |